# Io non so parlar d'amore
| Recensione | Giudizio |
| ---------- | -------- |
| AllMusic   | [ 5 ]    |

Io non so parlar d'amore è il 32° album in studio di Adriano Celentano, pubblicato nel 1999.

## Storia
Il titolo è ripreso dalla strofa iniziale del brano L'emozione non ha voce.
Venne pubblicato dall'etichetta discografica Clan Celentano di proprietà dello stesso artista, su LP (catalogo CLN 13641), musicassetta (CLN 13644) e CD (CLN 13642). Dato il grande successo, è stato ristampato su CD più volte (catalogo 997 4 97368 2 e CLN 20452) e, rimasterizzato, nel 2010 (CLN 2076-CCC edizione Mondadori) e nel 2011 (CLN 2045).
Fu il primo album della collaborazione con Gianni Bella (musica) e Mogol (testi), che firmano la maggioranza dei brani, ha l'amore, raccontato sotto vari punti di vista, come tema principale. Musicalmente, il disco miscela pezzi lenti e malinconici con altri più ritmati, tutti arrangiati dal maestro Fio Zanotti.
Parte del testo di Sarai uno straccio compare nel booklet del precedente album Mina Celentano. Mi domando è da considerarsi una cover, in quanto già inciso da Gianni Bella nel 1984 (contenuto nell'album G.B.2) e da Marcella Bella, che lo ha inserito nel suo album Verso l'ignoto... del 1990.

## Accoglienza
Pubblicato solo un anno dopo il fortunato album Mina Celentano, si rivelò un successo grazie ai singoli estratti Gelosia, L'emozione non ha voce, L'arcobaleno, Le pesche d'inverno e Senza amore, restando al primo posto per 11 settimane e nella top 50 della FIMI per 101 settimane consecutive. Dal 13 maggio 1999 (settimana 1 FIMI) al 25 maggio (55) e dal 20 luglio (63) al 14 settembre 2000 (71) sempre nella top 20.
Il successo dell'album è stato rafforzato anche dal programma televisivo Francamente me ne infischio, che ha segnato il ritorno di Celentano alla conduzione di una trasmissione televisiva su RaiUno.
Risulta in assoluto l'album più venduto in Italia dalla seconda metà del 1999 alla fine del 2001, con oltre 1.800.000   copie.

## Tracce
Testi di Mogol e musiche di Gianni Bella, eccetto dove indicato..
1. Gelosia – 4:31
2. L'emozione non ha voce – 4:09
3. L'arcobaleno – 3:32
4. Una rosa pericolosa – 4:36 (testo: Mogol – musica: Adriano Celentano)
5. Qual è la direzione – 5:15
6. Angel – 5:09 (Matteo Di Franco)
7. L'uomo di cartone – 4:27
8. Le pesche d'inverno – 3:51
9. Senza amore – 5:00 (Carlo Mazzoni)
10. Il sospetto – 4:34 (testo: Mogol – musica: Fio Zanotti)
11. Mi domando – 4:18
12. Sarai uno straccio – 5:39 (testo: Adriano Celentano – musica: Adriano Celentano, Marco Vaccaro)

## Formazione
- Adriano Celentano – voce
- Pier Michelatti, Cesare Chiodo – basso
- Lele Melotti, Alfredo Golino – batteria
- Michael Thompson, Giorgio Secco – chitarra
- Nicolò Fragile – tastiera e programmazione
- Fio Zanotti – tastiera, programmazione, sintetizzatore e pianoforte
- Samuele Dessì – programmazione
- Emanuela Cortesi, Giulia Fasolino, Ricky Belloni, Paul Rosette, Roberta Faccani, Lalla Francia, Moreno Ferrara, Silvio Pozzoli – cori
- Renato Serio - direzione archi

## Classifiche

### Classifiche settimanali
| Classifica (1999) | Posizione massima |
| ----------------- | ----------------- |
| Italia            | 1                 |
| Svizzera          | 25                |

### Classifiche di fine anno
| Classifica (1999) | Posizione |
| ----------------- | --------- |
| Europa            | 57        |
| Italia            | 1         |
| Classifica (2000) | Posizione |
| Europa            | 74        |
| Italia            | 7         |